# Santi Pietro e Paolo (El Greco Barcellona)
Santi Pietro e Paolo è un dipinto del pittore cretese El Greco realizzato tra il 1595 e il 1600 e conservato nel Museo nazionale d'arte della Catalogna di Barcellona in Spagna.

## Descrizione
Siamo di fronte a una delle prime rappresentazioni dei Santi Pietro e Paolo realizzate da El Greco, che si distingue per la rappresentazione dei due santi a mezzo busto.
Il quadro sorprende per il suo contenuto argomentativo e la sua ricchezza cromatica. Sebbene il tema centrale sia l'incontro tra i due apostoli dopo aver mostrato il loro disaccordo, una riconciliazione incompiuta si insinua nelle mani unite che quasi si intrecciano senza entrare in contatto. Allo stesso tempo, la scena mostra un gesto come di concessione da parte di San Pietro, raffigurato come un vecchio uomo stanco su uno sfondo di nuvole, che si apre al cielo blu, per evidenziare l'aura di santità e le chiavi della Chiesa. 
Accanto a San Pietro compare la potente immagine di San Paolo nella pienezza della sua maturità, senza aura, con tunica verde e mantello rosso, che impugna con orgoglio la spada, suo attributo.
Le figure stilizzate sono avvolte in coperture pesanti, che impediscono contemplare la anatomia dei corpi e mettono in evidenza i rispettivi specifici tratti, in un suggestivo gioco di contrasti luminosi vengono creati. 
El Greco, conoscitore della scuola veneziana e dei modelli cretesi attraverso l'uso della luce e del colore, caratterizza quest'opera con una pennellata rapida e vigorosa, che rappresenta il tessuto delle vesti con la perdita di dettagli. La spiritualità dei Santi è evidenziata nei loro volti, chiaramente differenziati nelle loro diverse fattezze.